# Säter
Säter – miasto w Szwecji w regionie Dalarna, siedziba gminy Säter, o populacji ok. 4500 mieszkańców.
Miasto zostało założone w 1630 roku. 8 maja 1642 roku Krystyna Waza nadała Säter prawa miejskie. Obecnie miasto straciło na swym historycznym znaczeniu.